# Strooprapporten

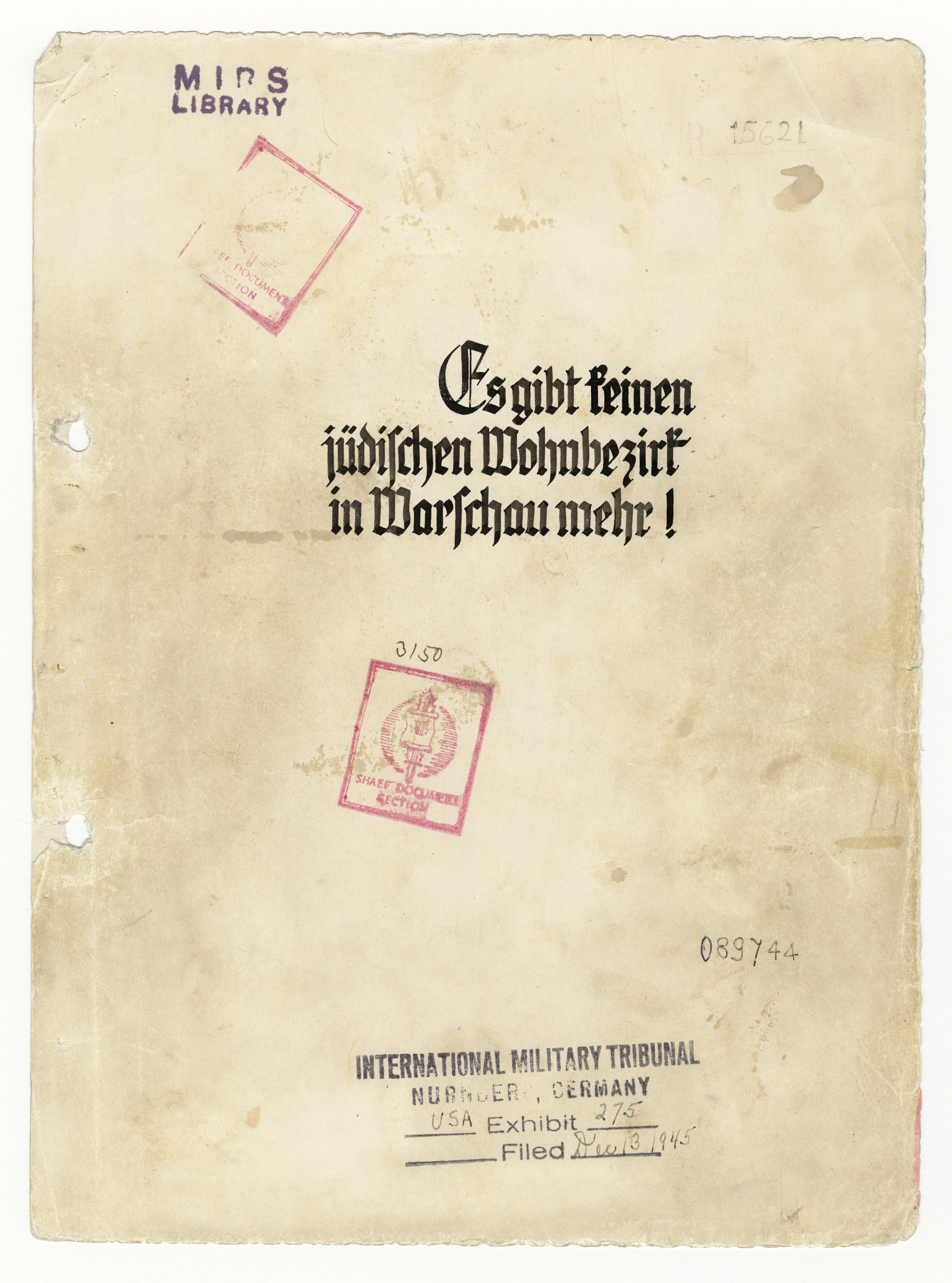
Strooprapportens titelsida.

Strooprapporten är en officiell rapport för nazisternas kväsande av upproret i Warszawas getto, som varade mellan den 19 april och 16 maj 1943. Rapporten sammanställdes av SS-Brigadeführer Jürgen Stroop med titel "Det finns inte längre något judekvarter i Warszawa".

## Fotografier

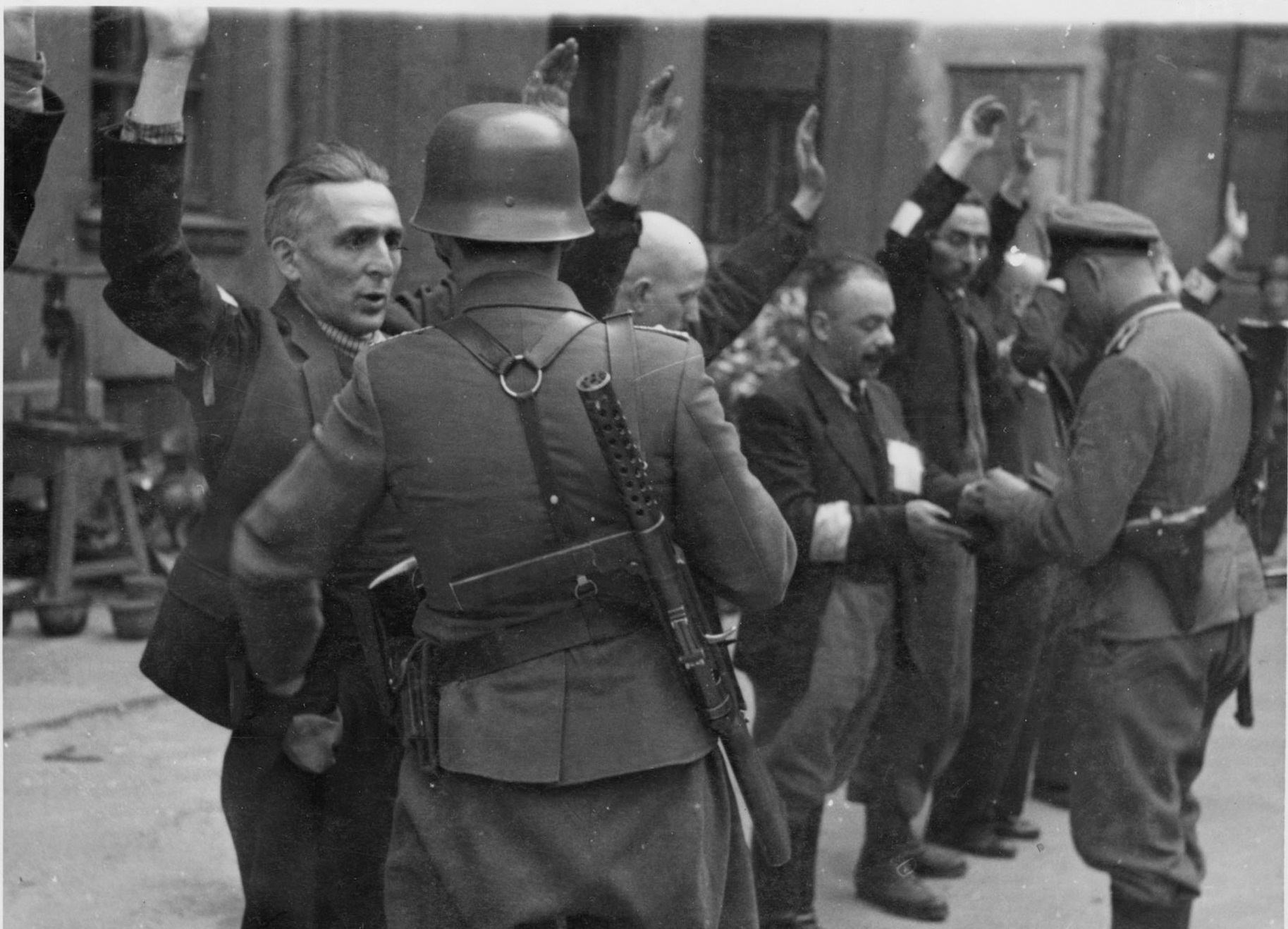
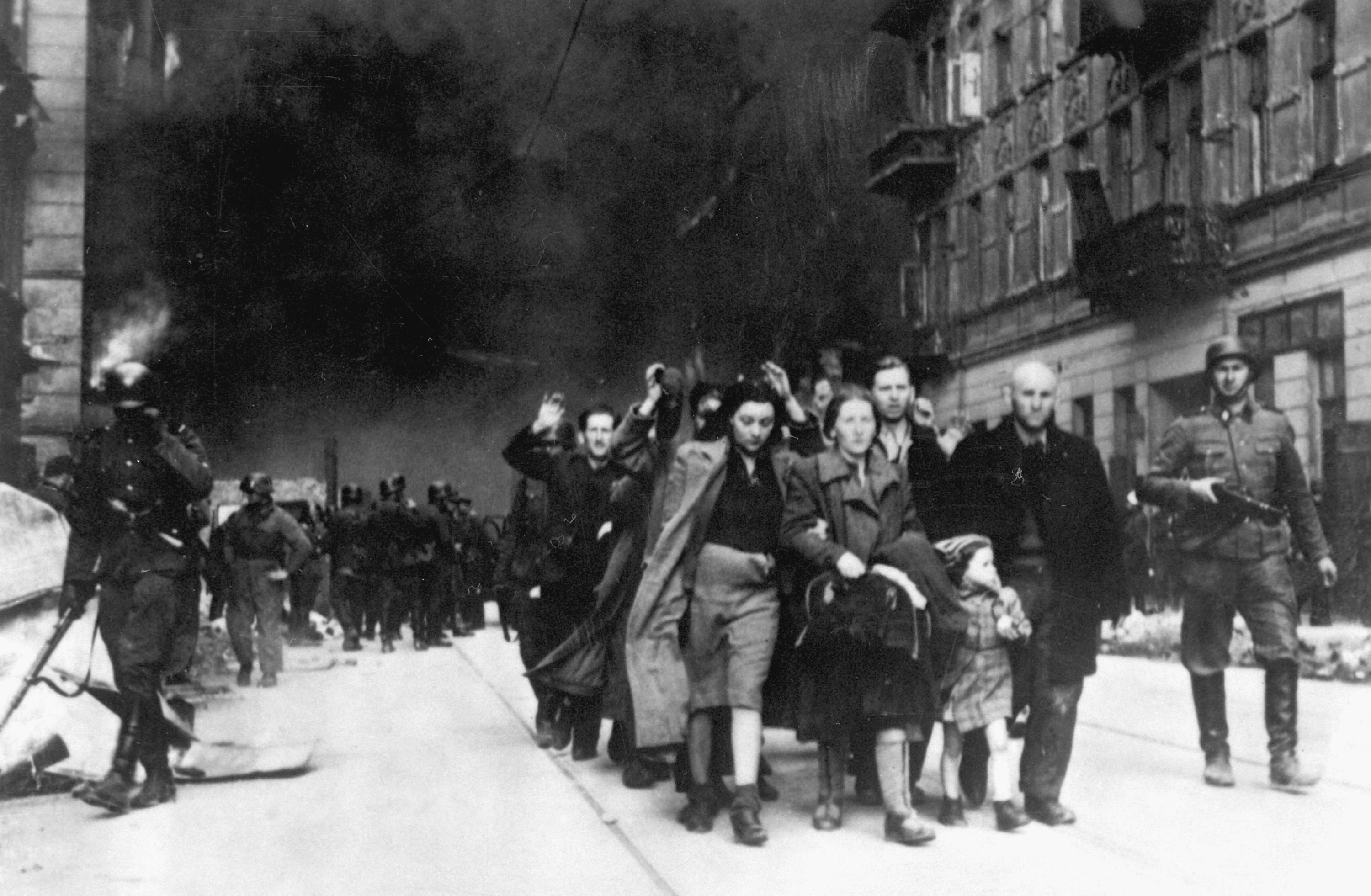
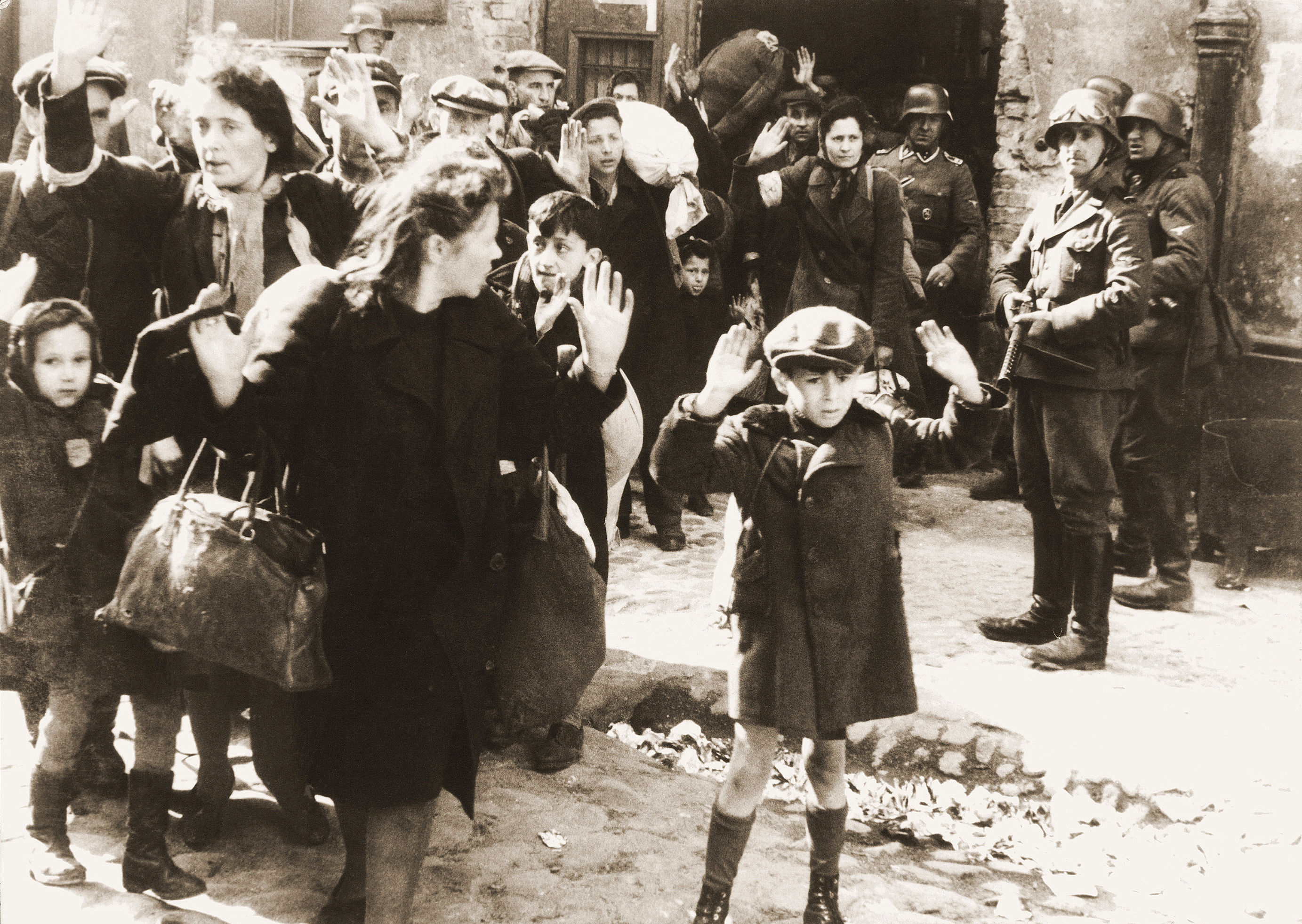
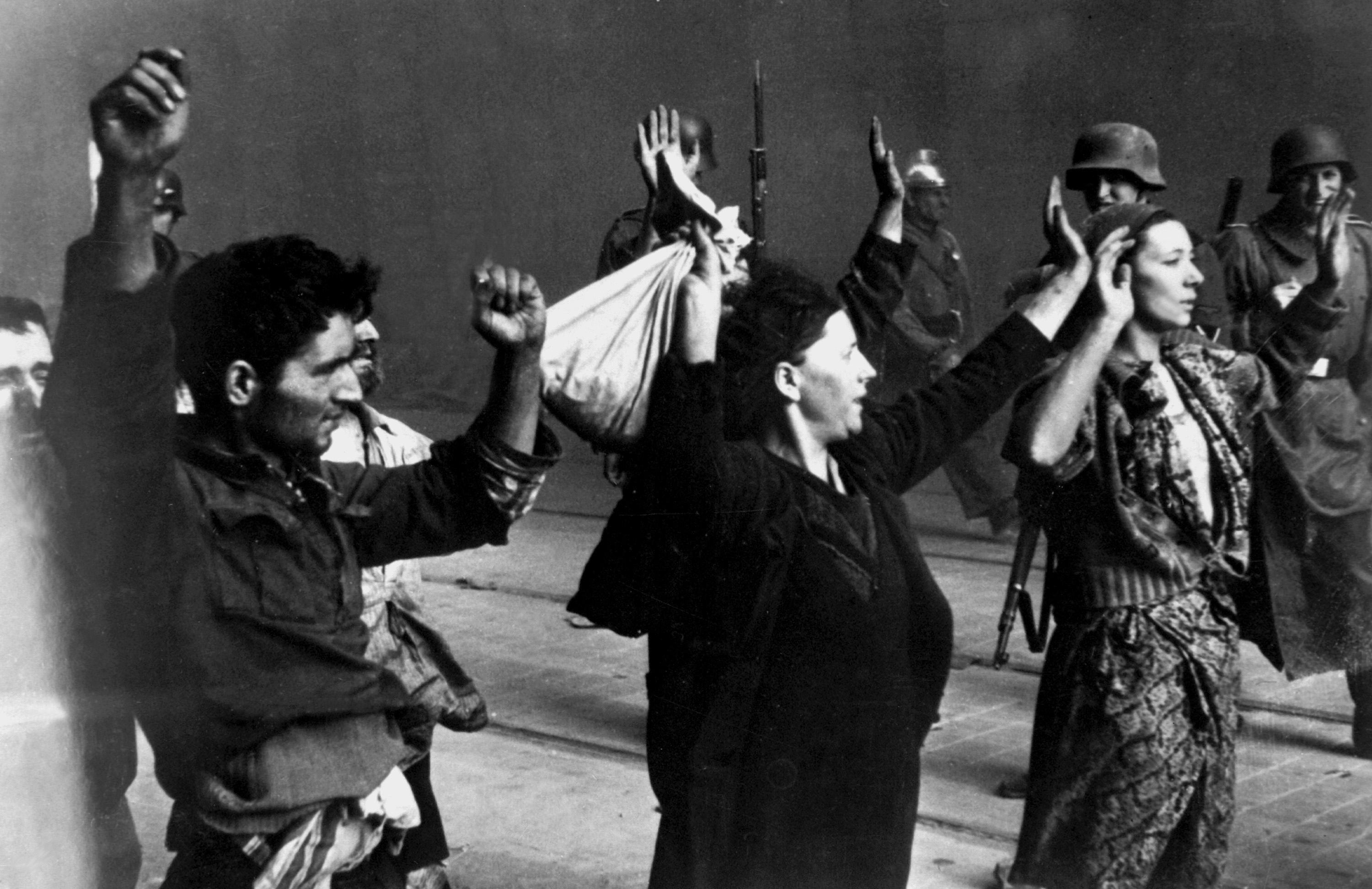
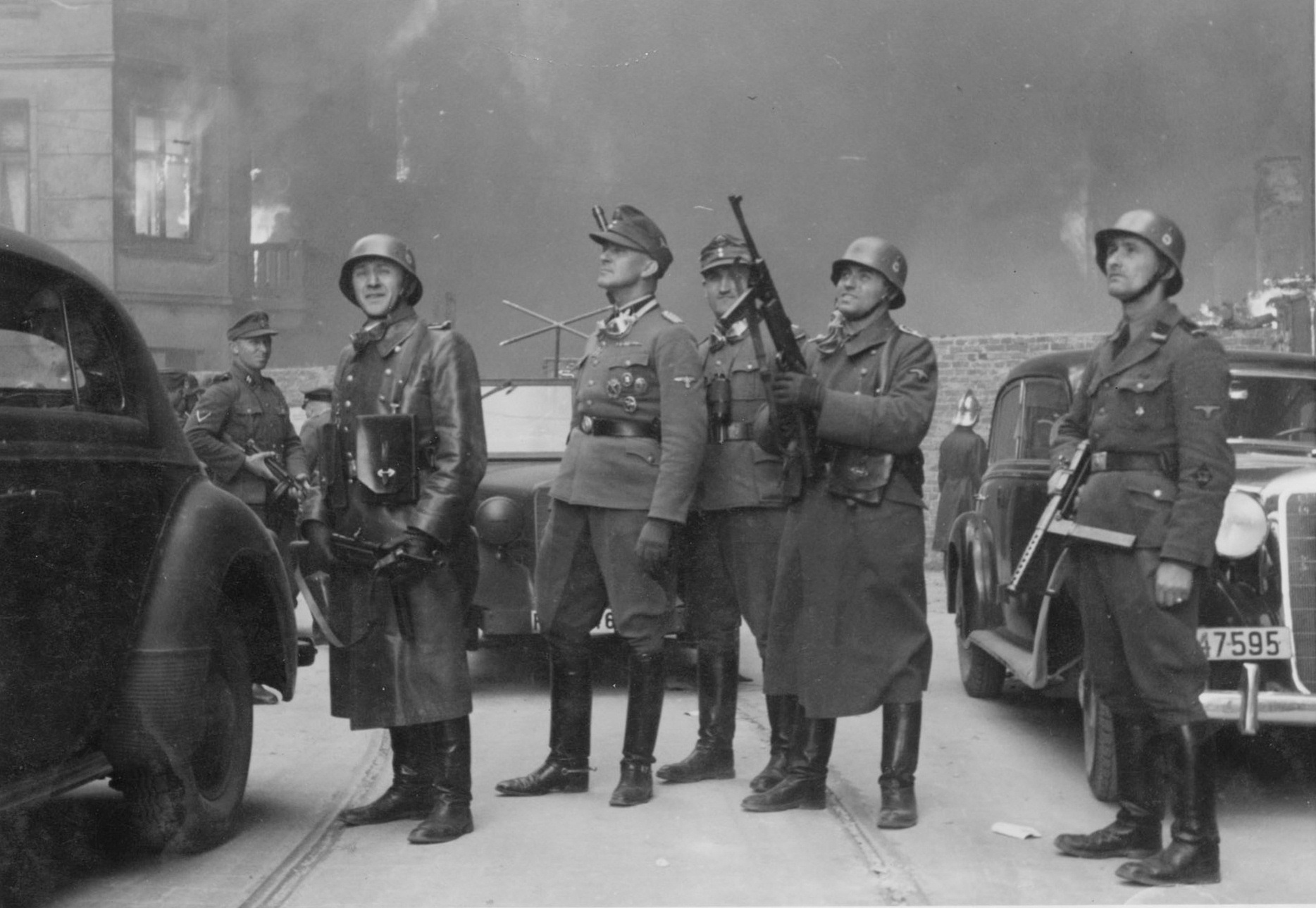
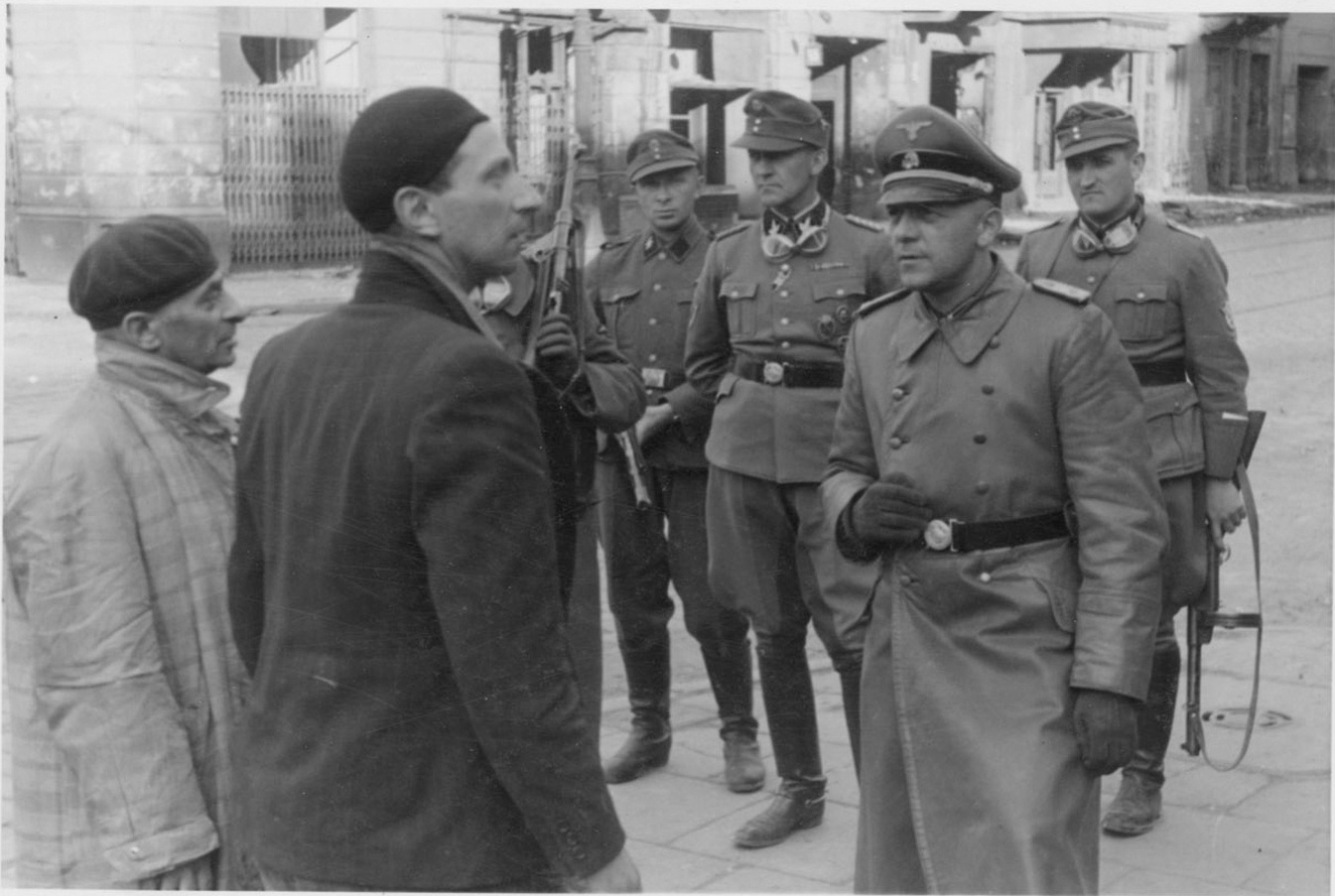

## Rapporten
Rapporten sammanställdes på begäran av Friedrich-Wilhelm Krüger, som var Högre SS- och polischef i Generalguvernementet och den skulle överlämnas som en gåva åt Reichsführer-SS Heinrich Himmler. Rapporten innehåller en redogörelse för SS:s nedslående av upproret i Warszawas getto samt drygt 50 fotografier; varav några av blivit kända dokument över Förintelsen.